# ميل برانش
ميل برانش (بالإنجليزية: Mel Branch)‏ هو لاعب كرة قدم أمريكية أمريكي، ولد في 15 فبراير 1937 في ليسفيل في الولايات المتحدة، وتوفي في 21 أبريل 1992 في ديرايدر في الولايات المتحدة.

## وصلات خارجية
- ميل برانش على موقع مرجع كرة القدم المحترفة.كوم (الإنجليزية)